# Liburnia paludata
Liburnia paludata är en insektsart som beskrevs av Fowler 1905. Liburnia paludata ingår i släktet Liburnia och familjen sporrstritar. Inga underarter finns listade i Catalogue of Life.